# Choi Dong Tsai
Choi Dong Tsai ist ein Hoax, der mindestens seit dem Jahr 2000 im Internet kursiert, ausgelöst durch eine „Reportage“ der Boulevard-Zeitschrift Coupé.
In der Reportage ist von einer angeblichen Delikatesse in einigen chinesischen Restaurants Pekings die Rede. Choi Dong Tsai soll auf Deutsch so viel wie „Hüpfender Braten“ bedeuten. Dabei würden einer jungen Katze zunächst die Pfoten zusammengebunden, der Körper rasiert, dann Schwanz und Beine abgeschnitten. Das Tier werde mit Öl übergossen und vor den Gästen auf einer steinernen, zuvor über Feuer erhitzten Platte gebraten. Das Tier versterbe unter Qualen nach einigen Minuten.
In Deutschland starteten einige Tierschutz-Organisationen aufgrund dieses Artikels eine Unterschriftenaktion. Eine Kleine Anfrage des Landtagsabgeordneten Heiner Garg (FDP) am 16. Mai 2001 im Landtag von Schleswig-Holstein ergab, dass dem dortigen Umweltministerium diese Praxis aus deutschen Restaurants nicht bekannt sei.
Im Internet kursieren auf einigen privaten Tierschutz-Seiten auch Videos, die angeblich die Zubereitung lebendiger Katzen zeigen. Es handelt sich dabei um eine Montage von Filmaufnahmen, in der die Tötung einer Katze zu sehen ist, jedoch nicht in der beschriebenen Weise.
Die Existenz von Choi Dong Tsai wurde bisher von keiner Quelle bestätigt. Es ist bekannt, dass auch Katzen und Hunde zur chinesischen, speziell auch zur kantonesischen Küche zählen, sie werden jedoch nicht lebend zubereitet. Geschichten dieser Art (vergleiche hierzu auch Bonsai Kitten) sollen bewusst Reaktionen hervorrufen, da Tierschutz ein sensibles Thema darstellt, welches emotional besetzt ist (vergleiche auch Massentierhaltung).